# Katesa Schlosser
Katesa Schlosser (* 8. Oktober 1920 in Dresden; † 9. Dezember 2010 in Kiel) war eine deutsche Ethnographin, Afrikanistin und Religionswissenschaftlerin mit dem Themenschwerpunkt der an prophetischen Bewegungen reichen „Eingeborenenkirchen“ Süd- und Südwestafrikas.

## Leben
Katesa Schlossers Vater Fritz Schlosser war Fliesenfabrikant in Meißen und war ein Schulfreund des späteren Ethnologen und Nationalsozialisten Martin Heydrich. Fritz Schlosser beschloss 1912 bei einer Reise in die damalige deutsche Kolonie Samoa, seinem Kind einen samoanischen Vornamen zu geben. Später empfahl er ihr das Studium der Völkerkunde, da das mit interessanten Reisen verbunden sei. Katesa Schlosser studierte Anthropologie, Völkerkunde und Architektur an der Technischen Hochschule Dresden, ein Semester bei Hermann Baumann in Wien und wurde 1945 über das Thema „Prophetismus in Afrika“ in Jena am Institut für Anthropologie und Völkerkunde bei dem Anthropologen Bernhard Struck promoviert. Ab 1947 arbeitete sie am Museum für Völkerkunde in Kiel beim Zoologen Wolf Herre, 1950 wurde sie Wissenschaftliche Angestellte an der Universität Kiel. 1953 erhielt sie ein Stipendium für einen neunmonatigen Forschungsaufenthalt in Südafrika. In ihrer Habilitationsschrift behandelte sie 1956 die neuen Sozialverbände der indigenen Bevölkerung Süd- und Südwestafrikas und die Geschichte und Sozialstruktur der dortigen Kirchen. Besonders aber ist sie durch ihre umfangreichen Arbeiten über den Blitzzauberer Laduma Madela im Zululand bekannt geworden.
Schlosser wurde 1970 ordentliche Professorin für Ethnologie an der Universität in Kiel und leitete das Museum für Völkerkunde der Universität Kiel; viele ihrer Werke erschienen in der Reihe Arbeiten aus dem Museum für Völkerkunde der Universität Kiel.

## Propheten in Afrika
Ihre Studie über religiöse Führergestalten Afrikas (Propheten in Afrika) ist ein frühes Meisterwerk zum afrikanischen Prophetismus, das reichhaltig historisches Material heranzieht und die zusammenfassenden Vorarbeiten von Forschern wie dem Missionar Albert Kropf (Lügenpropheten), James Darmesteter (Mahdi), Brou (Prophétisme), Platt (An African Prophet), Ringwald (Westafrikanische Propheten) und Sundkler (Bantu Prophets) anhand neuen ethnographischen Materials zu einer Studie über die religions- und sozialpsychologischen Hintergründe des Auftretens der Propheten und der prophetischen Bewegungen ausweitet und abrundet, in der sie auf weiten Strecken das übersetzte Quellenmaterial für sich sprechen lässt. Es werden darin aus alteinheimischen Religionen, aus dem Islam und dem Missionschristentum hervorgegangene Propheten behandelt. Die Übersicht beginnt bei der sich der arabischen Invasion Nordwestafrikas widersetzenden Prophetin Al-Kahina, die bereits Ibn Chaldun in seiner Geschichte der Berber aus einem Abstand von siebenhundert Jahren behandelte, und erstreckt sich bis in die erste Hälfte des 20. Jahrhunderts, als der Einfluss der christlichen Missionen – insbesondere der der evangelischen Kirchen – seinen Zenit erreicht hatte. Dieses Werk wurde durch die Arbeiten Georg Eckerts und Friedrich Rudolf Lehmanns zum Prophetentum in Melanesien (Südsee) beeinflusst.

## Laduma Madela
Einen Großteil ihres Werkes widmete sie dem Zulu-Propheten und Blitzzauberer Laduma Madela (Zulu mythology, Der einbeinige Gott, Madelas Tierleben, Handwerke des Blitzzauberers Laduma Madela, Medizinen des Blitzzauberers Laduma Madela, Die Bantubibel des Blitzzauberers Laduma Madela: Schöpfungsgeschichte der Zulu, Zauberei im Zululand: Manuskripte des Blitz-Zauberers Laduma Madela), der auch ein Informant des Anthropologen und Theologen Axel-Ivar Berglund war, des Autors des umfassendsten Werkes über die Zulu Kosmologie Zulu Thought-Patterns and Symbolism.

## Irenäus Eibl-Eibesfeldt
Der Ethologe Irenäus Eibl-Eibesfeldt hat wichtige Passagen der Schriften von Katesa Schlosser wiederholt falsch verstanden, wie Michael Gommel nachweist.

## Schriften (Auswahl)
- Propheten in Afrika. Limbach, Braunschweig 1949 (Kulturgeschichtliche Forschungen Bd. 3).
- Der Signalismus in der Kunst der Naturvölker: biologisch-psychologische Gesetzlichkeiten in den Abweichungen von der Norm des Vorbildes. Mühlau, Kiel 1952.
- Eingeborenenkirchen in Süd- und Südwestafrika: ihre Geschichte und Sozialstruktur; Ergebnisse einer völkerkundlichen Studienreise 1953. Mühlau [in Komm.], Kiel 1958.
- Zauberei im Zululand: Manuskripte des Blitz-Zauberers Laduma Madela. Schmidt & Klaunig, Kiel 1972.
- Die Bantubibel des Blitzzauberers Laduma Madela: Schöpfungsgeschichte der Zulu. Schmidt & Klaunig, Kiel 1977.
- Der Zulu-Blitzzauberer Susa Madela: König der Einäugigen. Schmidt & Klaunig, Kiel 1982.
- Medizinen des Blitzzauberers Laduma Madela: eine bildliche Dokumentation aus Kwa Zulu/Südafrika. Schmidt & Klaunig, Kiel 1984.
- Handwerke des Blitzzauberers Laduma Madela: eine bildliche Dokumentation aus Kwa Zulu, Südafrika, 1959–1986; Anhang Graphiken des 76- bis 78-jährigen Laduma Madela. Schmidt u. Klaunig, Kiel 1986.
- Madelas Tierleben: Tiere in Zauberei und Alltag bei Zulu und Tonga; Zeichnungen des Blitzzauberers Laduma Madela. Schmidt & Klaunig, Kiel 1992.
- Der einbeinige Gott: Laduma Madela als Portraitist und Barde des Zulu-Schöpfergottes und der Häuptlinge seines Klans von mythischen Zeiten an; die Lobpreisungen, izibongo, auf Zulu und Deutsch. Schmidt & Klaunig, Kiel 1993.
- Zulu mythology: as written and illustrated by the Zulu prophet Laduma Madela; in Zulu and English. Schmidt & Klaunig, Kiel 1997.
- At the edge of the Kalahari: historical colour photographs of Tswana Chiefdoms and Hereros in exile. Museum für Völkerkunde der Universität Kiel, Kiel 2001.
- Rain-Queens and Python dance: historical colour photographs of Lovedu and Venda life in Northern Transvaal; appendix in black and white; Venda craftsmen in 1953. Kiel: Museum für Völkerkunde der Universität Kiel, Kiel 2002.
- Traumziel Samoa: Reisebilder aus den Jahren 1912 von Fritz Schlosser und 1978 von seiner Tochter Katesa; Anhang: Respektmatten auf Tonga. Museum für Völkerkunde der Universität Kiel, Kiel 2003.
- Marktleben auf der Elfenbeinküste: Reisebilder aus dem Jahr 1963 von der Märkten in Abidjan/Treichville und in Bouaké. Kiel, 2003.
- Agotu: eine lutherische Missionsstation am Mount Michael, östliche Hochländer von Papua-Neu-Guinea; Spaziergänge mit der Leica unter den Papua Agotus 1978. Museum für Völkerkunde der Univ. Kiel, Kiel 2004.
- Zulu-Hochzeiten im Kulturwandel: Photographien von Hochzeiten auf dem Cezaberg im Herzen des Zululandes und von den Kralen prominenter Hochzeitsgäste. Museum für Völkerkunde der Univ. Kiel, Kiel 2004.
- Papuas im Festschmuck: Vielfalt und Pracht auf der Goroka Show 1978; östliches Hochland von Papua-Neuguinea. Museum für Völkerkunde der Universität Kiel, Kiel 2005.
- Zu Gast bei Zauberern im Zululand: historische Farbphotographien aus ihren Kralen 1959–1985/86; Anhang: Wahrsagerinnen der Zulu. Museum für Völkerkunde der Univ. Kiel, Kiel 2006.
- Zulu, Swazi und Tonga: mein Natal-Tagebuch 1959 in Farbphotographien. Museum für Völkerkunde der Univ. Kiel, Kiel 2006.